# Kronichthys lacerta
Kronichthys lacerta är en fiskart som först beskrevs av Nichols, 1919.  Kronichthys lacerta ingår i släktet Kronichthys och familjen Loricariidae. Inga underarter finns listade i Catalogue of Life.